# El Tío (deidad)
El Tío es una deidad de la cultura y tradición en Bolivia. Es considerado como el dios del inframundo en Cerro Rico, Potosí, y en otras regiones con tradición en extracción minera en dicho país como Oruro. Existen muchas imágenes de este espíritu  en las minas de hierro. El Tío gobierna los bajos mundos, a los que denomina "sótano", ofreciendo a los mineros protección, pero también ruina y destrucción a quienes no le hacen ofrendas.

## Historia
La existencia de la deidad se remonta a la época precolombina, y existen referencias de la misma en textos coloniales. El sincretismo religioso fue dotando a la figura de características similares a las del diablo católico hasta llegar a su imagen actual.
Su origen está ligado con la adoración a las Huacas y deidades de la naturaleza propias de las culturas de Los Andes.

## El Tío y la cultura minera Boliviana
Los mineros hacen ofrendas tales como cigarros, hojas de coca o alcohol a las distintas imágenes. Se cree asimismo, que si no se alimenta adecuadamente a El Tío,  este tomará  venganza. Los habitantes de Potosí sacrifican una llama en un ritual y esparcen su sangre a la entrada de las minas. Los visitantes y turistas que llegan a estos lugares, son instruidos para el ritual de challa, ofrecimiento a El Tío, ellos deben acudir a los conocidos mercados de brujas por los materiales necesarios para esta ceremonia, entre las cosas que se requieren consta un feto de llama, estos varían de costo, las personas que requieren más favores de El Tío ofrecen los más vistosos y caros. Así como hay turistas que hacen el ritual por miedo a la venganza de El Tío hay otros que simplemente lo ignoran.
A pesar de ser en su mayoría católicos, los mineros de Potosí siguen rindiendo culto a El Tío como una deidad única de las minas, entendiendo que tanto él como el Dios católico dirigen reinos diferentes y, por consiguiente, las imágenes de uno no deben entrar en el dominio del otro.
Esta última característica guarda semejanza con deidades de algunas culturas relacionadas con el vudú, como los loa de la protección en Legba (Haití) o de ciertas tradiciones en Nueva Orleans.